# Ronela Hajati
Ronela Hajati (wym. [ɾɔˈnɛla haˈjati], ur. 2 września 1989 w Tiranie) – albańska piosenkarka, autorka tekstów i tancerka.

## Życiorys

### 1989–2016: Wczesne życie i początki kariery
Urodziła się 2 września 1989 w Tiranie, wówczas stolicy Socjalistycznej Republiki Ludowej Albanii, obecnie Albanii. Jej matka pochodziła z Korczy, a jej ojciec Marash Hajati – ze Szkodry. Jej ojciec był producentem w Radio Televizioni Shqiptar, zmarł w 2013. Okazując zainteresowanie muzyką od bardzo młodego wieku, uczyła się zarówno baletu, jak i gry na fortepianie w latach szkolnych. Brała również udział w serii albańskich konkursów śpiewu i tańca. Kontynuowała karierę, uczestnicząc w różnych wydarzeniach muzycznych, takich jak Top Fest czy Kënga Magjike.
Zyskała znaczącą pozycję na Bałkanach po wydaniu singla „Mala Gata” w maju 2013. Pod koniec 2013 wzięła udział w 15. edycji Kënga Magjike z piosenką „Mos ma lsho”, za którą otrzymała nagrodę internautów w finale. W grudniu 2015 wydała singiel „A do si kjo”, z którym dotarła do 13. miejsca na liście przebojów w Albanii. W czerwcu 2016 wydała singiel „Marre”, który także zajął 13. miejsce na albańskiej liście przebojów.

### Od 2017:RRON,Konkurs Piosenki Eurowizji, kontynuacja kariery
W latach 2017 i 2018 wydała single – „Mos ik”, „Sonte”, „Maje men” i „Do ta luj”, które osiągnęły komercyjny sukces. W grudniu 2018 uczestniczyła w 20. edycji Kënga Magjike z piosenką „Vuj”, z którą zajęła czwarte miejsce. W czerwcu 2019 wydała singiel „Çohu”, nagrany z Donem Phenomem, który zadebiutował na siódmym miejscu na liście Top 100. Latem 2020 na prośbę klubu piłkarskiego KF Tirana wyprodukowała i wykonała hymn klubu „Bardh'e blu” w ramach obchodów stulecia stnienia drużyny. 
W marcu 2021 ogłosiła premierę swojego debiutanckiego albumu studyjnego pt. RRON. Płytę promowała singlem „Prologue”, który dotarł do drugiego miejsca na albańskiej liście Top 100. Za kolejny singiel, „Shumë i mirë”, który osiągnął 15. miejsce pod koniec 2021, była nominowana do nagrody na gali Netët e Klipit Shqiptar. W listopadzie 2021 została ogłoszona jedną z 20 uczestników 60. edycji Festivali i Këngës, albańskiego festiwalu wybierającego reprezentanta kraju na Konkurs Piosenki Eurowizji. Miesiąc później wydała swój konkursowy singiel „Sekret”, z którym 29 grudnia zwyciężyła w finale festiwalu, stając się reprezentantką Albanii w 66. Konkursie Piosenki Eurowizji. Przed konkursem piosenka była wymieniana w stawce faworytów, zajmując 9 miejsce w plebiscycie OGAE, złożonych z krajowych fanklubów widowiska i ich fanów. 10 maja otworzyła występem pierwszy półfinał konkursu, jednak nie zakwalifikowała się do finału zajmując 12 miejsce w stawce. W 2023 bez powodzenia wystartowała w eliminacjach wyłaniających reprezentanta San Marino w 67. Konkursie Piosenki Eurowizji z piosenką „Salvaje”.

## Charakterystyka muzyczna i inspiracje
Wykonuje głównie repertuar popowy, nagrywała także piosenki w stylu R&B i reggae.
Wśród swoich muzycznych idoli wymienia Michaela Jacksona i Ricky‘ego Martina.

## Życie prywatne
W latach 2015–2018 była związana z Young Zerką, z którym współpracowała przy wielu singlach i teledyskach. Mieszka ze swoją matką w Tiranie.

## Dyskografia

### Albumy studyjne
- RRON (TBA)

### Single[22]
Jako główna artystka
| Rok | Tytuł                              | Najwyższe pozycje na listach | Najwyższe pozycje na listach | Album |
| Rok | Tytuł                              | ALB                          | GRE                          | Album |
| --- | ---------------------------------- | ---------------------------- | ---------------------------- | ----- |
| 2006 | „Requiem” (oraz Orgesa Zaimi)      | X                            | –                            | –     |
| 2007 | „Me ty nuk shkoj”                  | X                            | –                            | –     |
| 2009 | „Shume Nice”                       | X                            | –                            | –     |
| 2009 | „Kam frikë te të dua”              | X                            | –                            | –     |
| 2010 | „Harroje”                          | X                            | –                            | –     |
| 2011 | „Neles” (gościnnie: Visari Skillz) | X                            | –                            | –     |
| 2012 | „Nuk ka më kthim”                  | X                            | –                            | –     |
| 2013 | „Mala Gata”                        | X                            | –                            | –     |
| 2013 | „Mos ma lsho”                      | X                            | –                            | –     |
| 2014 | „Veç na” (oraz Agon Amiga)         | X                            | –                            | –     |
| 2015 | „A do si kjo”                      | 13                           | –                            | –     |
| 2016 | „Amini”                            | –                            | –                            | –     |
| 2016 | „Marre”                            | 13                           | –                            | –     |
| 2016 | „Syni i jemi” (oraz Young Zerka)   | –                            | –                            | –     |
| 2017 | „Mos ik”                           | 21                           | –                            | –     |
| 2017 | „Ladies”                           | –                            | –                            | –     |
| 2017 | „Sonte” (oraz Lyrical Son)         | 22                           | –                            | –     |
| 2017 | „Diamanta” (oraz Young Zerka)      | –                            | –                            | –     |
| 2018 | „Maje men”                         | 24                           | –                            | –     |
| 2018 | „Do ta luj”                        | 18                           | –                            | –     |
| 2018 | „Vuj”                              | –                            | –                            | –     |
| 2019 | „Pa dashni”                        | 6                            | –                            | –     |
| 2019 | „Çohu” (gościnnie: Don Phenom)     | 7                            | –                            | –     |
| 2019 | „Lage”                             | 6                            | –                            | –     |
| 2019 | „MVP”                              | 1                            | –                            | –     |
| 2020 | „Genjeshtar je X Pare”             | 16                           | –                            | –     |
| 2020 | „Bardh e blu”                      | –                            | –                            | –     |
| 2021 | „Prologue”                         | 2                            | –                            | RRON  |
| 2021 | „Shumë i mirë”                     | 15                           | –                            | RRON  |
| 2021 | „Aventura”                         | 3                            | –                            | RRON  |
| 2021 | „Alo” (gościnnie: Vig Poppa)       | 14                           | –                            | RRON  |
| 2021 | „Leje” (gościnnie: Klement)        | 13                           | –                            | RRON  |
| 2021 | „Sekret”                           | 3                            | 67                           | –     |
| 2022 | „Gips” (oraz MatoLale)             | 4                            | –                            | RRON  |
| 2022 | „Caramel”                          | 11                           | –                            | RRON  |
| 2022 | „Valle”                            | –                            | –                            | RRON  |
| 2023 | „Salvaje”                          | –                            | –                            | –     |
| 2023 | „TQR”                              | –                            | –                            | –     |
| 2023 | „Shtroje Me Lek”                   | –                            | –                            | –     |
| 2023 | „Si Yll”                           | –                            | –                            | –     |
| „–” oznacza, że singel nie był notowany na danej liście. „X” oznacza, że lista w danym czasie nie istniała. |                                    |                              |                              |       |

Jako gościnna artystka
| Rok  | Tytuł                                               | Album |
| ---- | --------------------------------------------------- | ----- |
| 2017 | „Ka je 2x” (Adrian Gaxha, gościnnie: Ronela Hajati) | –     |
| 2019 | „Dilema” (Don Phenom, gościnnie: Ronela Hajati)     | –     |
| 2022 | „Papi Chulo” (MatoLale, gościnnie: Ronela Hajati)   | –     |